# Birkhuhn
Das Birkhuhn (Lyrurus tetrix, Syn.: Tetrao tetrix) ist eine Vogelart aus der Familie der Fasanenartigen (Phasianidae). Innerhalb dieser Familie zählt es zu den Raufußhühnern, die nach einer heute überholten Klassifikation früher die eigene Familie Tetraonidae bildeten.
Das Birkhuhn ist ein Brutvogel der borealen und subarktischen Waldzone sowie entsprechender (sub-)alpiner und postglazialer Landschaften von Großbritannien bis nach Ostsibirien.

## Beschreibung
Das Birkhuhn zählt mit 45–60 cm Körperlänge zu den mittelgroßen Raufußhühnern. Der Hahn erreicht eine Körperlänge von 55–60 cm. Seine Flügellänge liegt bei 246–291 mm, die Schwanzlänge bei 173–219 mm und das Gewicht zwischen 820 und 1750 g. Die Henne ist mit etwa 45 cm Körperlänge, einer Flügellänge von 214–263 mm, einer Schwanzlänge von 113–131 mm und einem Gewicht zwischen 750 und 1120 g kleiner und leichter. Die Geschlechter unterscheiden sich zudem deutlich in der Gefiederfärbung. Während der Hahn kontrastierend blauschwarz und weiß gefärbt ist, zeigt die Henne bräunlich tarnfarbenes Gefieder.
Beide Geschlechter besitzen weiße Flügelbinden (= Spiegel), die im Flug zu sehen sind. Das Gefieder ist sehr dicht und umfasst auch die Nasenöffnungen und die Füße bis zur Zehenbasis. Der Lauf ist dabei im Winter lang und dicht, im Sommer nur auf der Vorderseite mit kurzen Federn befiedert. Die Iris ist braun. Der kurze und kräftige Schnabel ist hornschwarz und die Füße sind bräunlich.

### Männchen

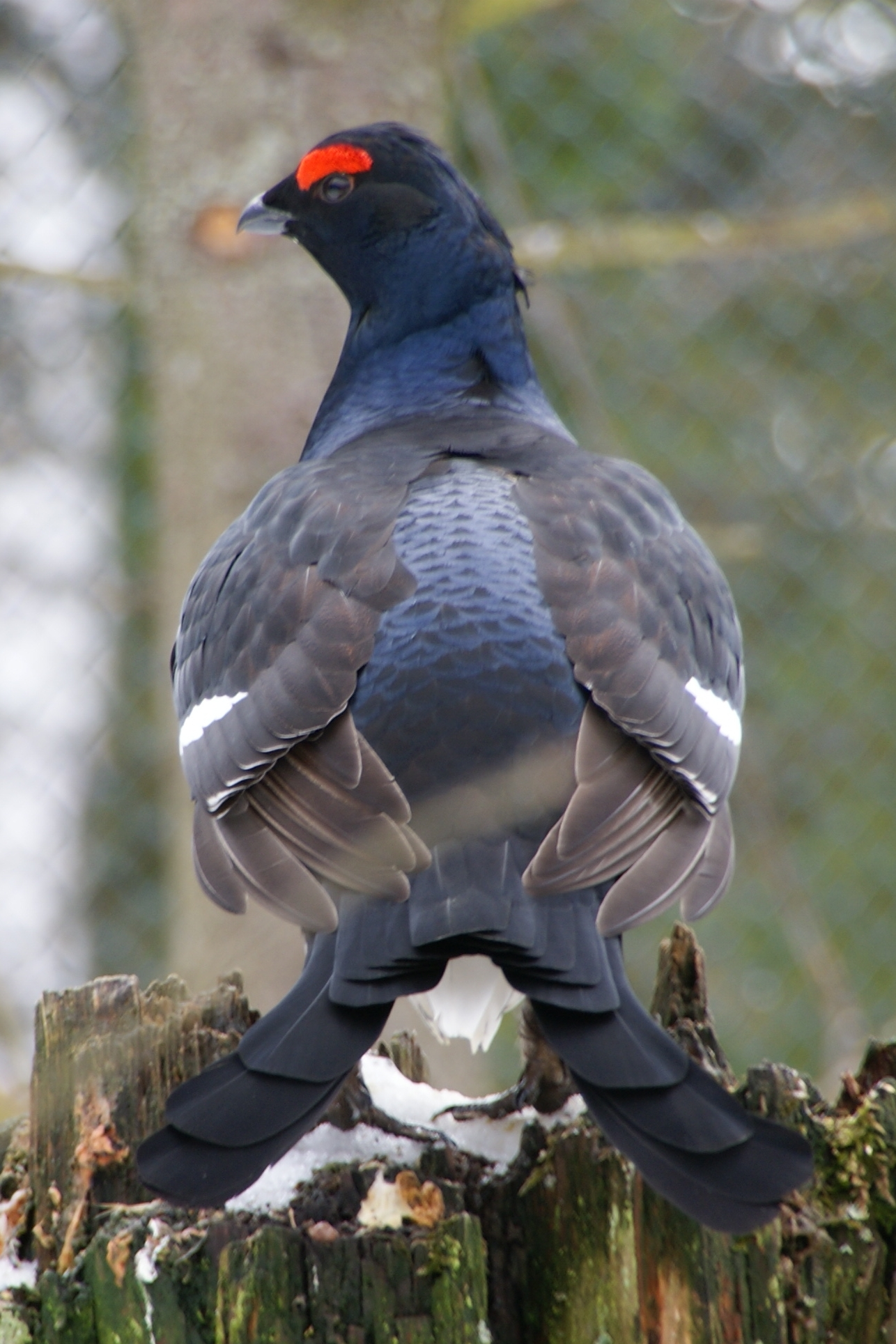
Birkhahn

Beim Hahn liegt über dem Auge ein unbefiederter, halbmondförmiger und intensiv roter Fleck, der zur Paarungszeit stark anschwillt, so dass sich die Vorwölbungen („Rosen“) über dem Scheitel fast berühren. Sie sind mit feinen, plättchenartigen Stiften und Warzen bedeckt. Das Gefieder ist im Prachtkleid überwiegend schwarz und an Hals und Brust am dunkelsten. Kopf, Hals und die hintere Rückenpartie glänzen stahlblau und changieren violett – am Kopf teils eher grünlich. Die übrigen Körperpartien glänzen matter. Die vordere Rückenpartie, das Schultergefieder, die Oberflügel- und die Oberschwanzdecken sind braunschwarz und zeigen lediglich auf dem vorderen Rücken blauschwarze Säume. Zu den schwarzen Partien kontrastieren einige weiße Partien, so die Unterflügeldecken und die Achselfedern, die auch bei angelegtem Flügel als etwa kirschgroßer, weißer Fleck im Schulterbereich sichtbar sind. Zudem sind die basalen zwei Drittel der Armschwingen und die Basen der inneren Handschwingen weiß und bilden eine charakteristische Flügelbinde. Auch die Basen der großen Hand- und Armdecken sowie des Fittichs sind weiß, so dass der zusammengelegte Flügel eine doppelte Binde zeigt. An den schwarzbraunen Handschwingen stechen die weißlichen Schäfte optisch heraus. Besonders beim balzenden Vogel fallen die weißen Unterschwanzdecken auf, die länger sind als die mittleren Steuerfedern. Einige davon tragen einen schwarzen Spitzensaum. Der charakteristische, leierförmig gegabelte Schwanz besteht aus 18 schwarzen Federn mit blauviolettem bis blaugrünem Metallglanz. Die drei, seltener vier äußeren Paare sind sichelförmig nach außen gebogen und in der Länge gestuft, die mittleren kürzer und teils am Ende grauweiß gesäumt.
Im Ruhekleid zwischen Juni und August zeigen sich am Nacken sowie teils auch auf Vorderrücken und Scheitel bräunliche gebänderte oder bekritzelte Federn und weißliche Federn an Kinn und Kehle. Einjährige Hähne zeigen oft noch mehr dieser fleckigen Federn. Zudem haben die Steuerfedern vor dem Spätwinter noch nicht die volle Länge.

### Weibchen

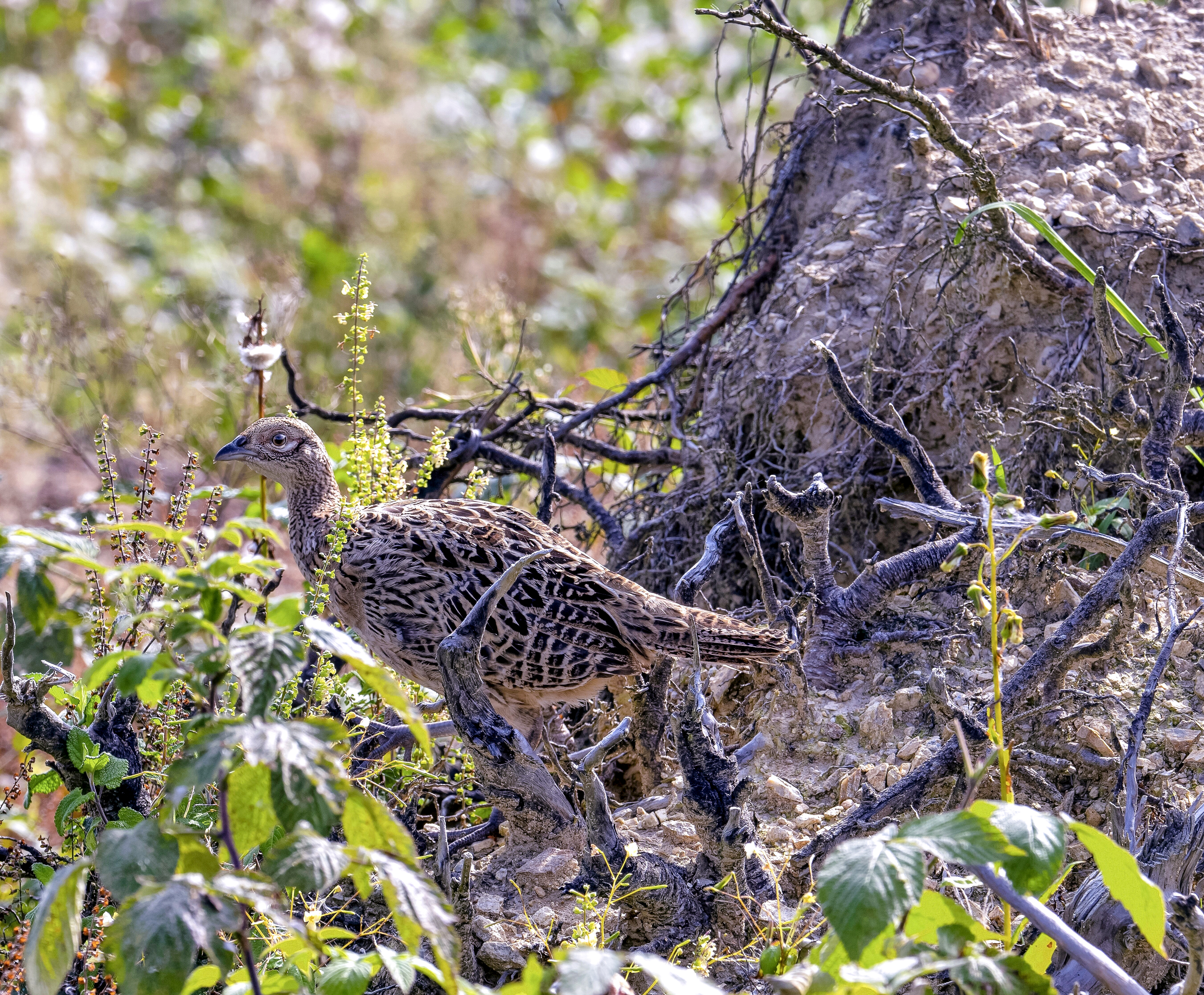
Birkhenne

Das Gefieder der Henne ist oberseits überwiegend rostbraun gefärbt und durch breite Subterminalbinden schwarzbraun gebändert. Auf dem hinteren Rücken zeigt die schwärzliche Bänderung einen blauen Metallglanz. Vor allem auf dem vorderen Rücken, Bürzel und den meisten Oberflügeldecken sind die Federspitzen teils gräulich aufgehellt und schwarz bekritzelt. Kopfseiten und Kehle sind eher rostbeige und feiner gebändert, die Kropfgegend ist intensiv rostbraun und stark gebändert. Die Federn der übrigen Unterseite zeigen vor allem auf Brust und Bauch weißliche, schwarzbekritzelte Endbinden. Die Bänderung ist auf der Brust offener und verdichtet sich zu den Flanken und den Unterschwanzdecken, die breit weiß gesäumt sind. Die Schwingen tragen einen weißlichen Spitzensaum. Die des Handflügels sind dunkelbraun mit rostroter Sprenkelung, die inneren wie die Armschwingen auf den basalen zwei Dritteln weiß, so dass sie wie beim Hahn eine Flügelbinde bilden. Das dunkelbraune, distale Drittel der Armschwingen ist kräftig gesprenkelt. Die Unterflügeldecken sind weiß. Die schwarzbraunen Steuerfedern sind rostbraun gebändert, grob rostbraun bekritzelt und graubeige gesäumt. Der Schwanz ist leicht gegabelt.

## Verbreitung

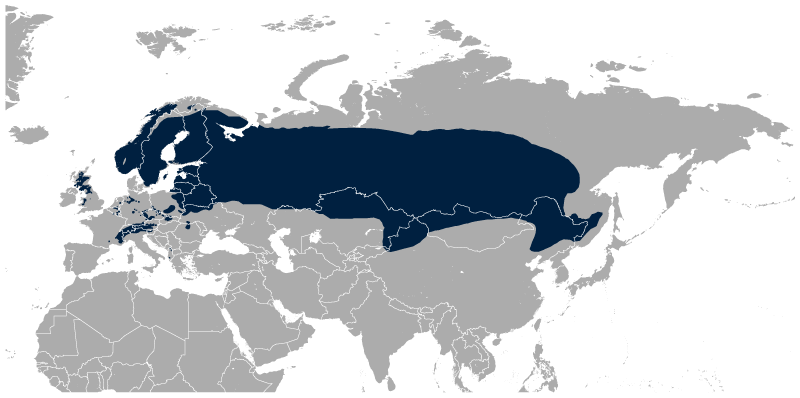
Verbreitungsgebiet des Birkhuhns

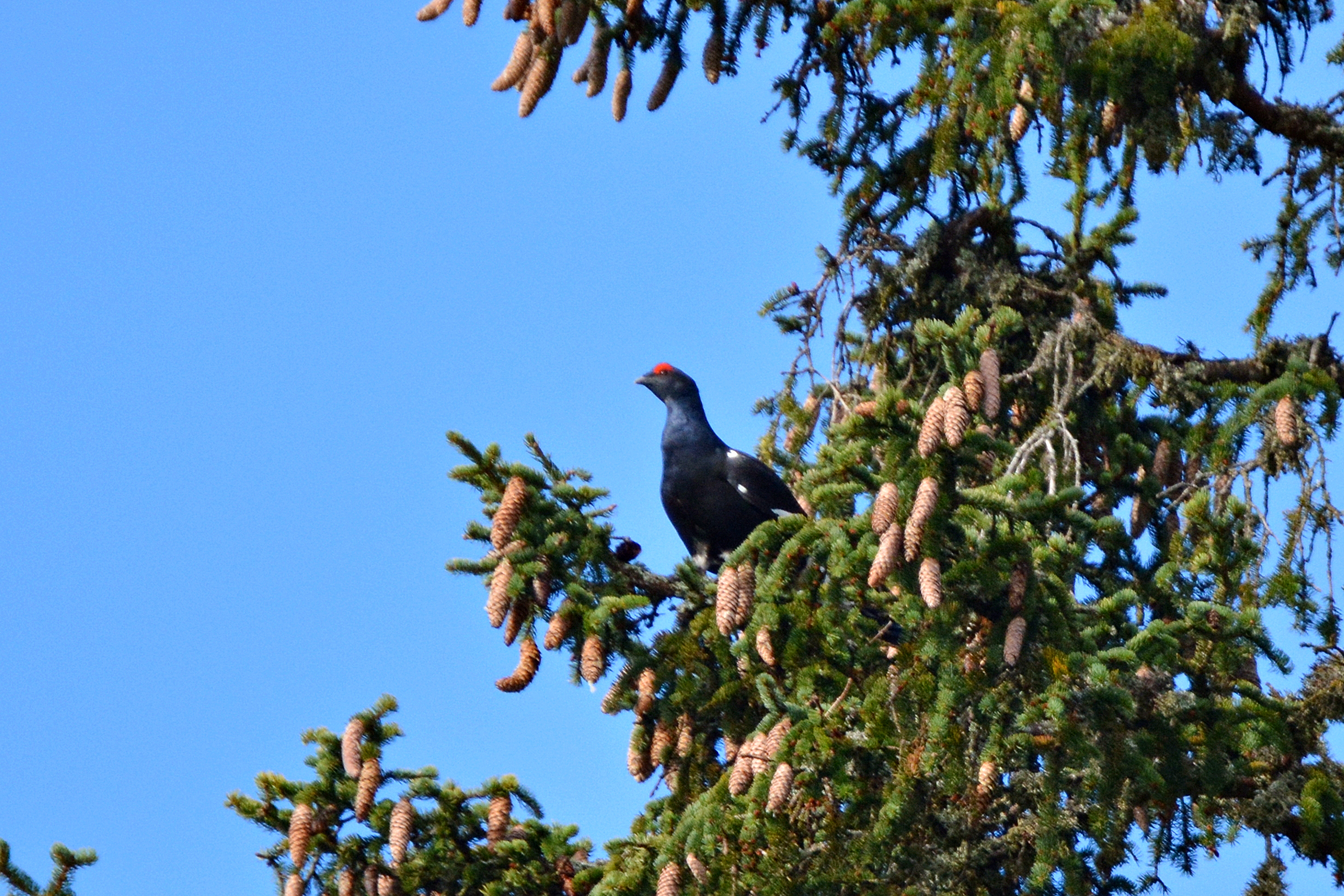
Birkhahn beim Sichern

Das Artareal des Birkhuhns in der eurasischen Paläarktis erstreckt sich fast über die gesamte Wald- und Waldsteppenzone und reicht teilweise bis in die Steppenzone hinein. Das geschlossene Verbreitungsgebiet beginnt im südöstlichen Polen und setzt sich zwischen dem 50. und 70. Breitengrad bis nach Ostsibirien fort. Skandinavien ist mit Ausnahme der Gebirgszüge, der baumfreien Tundra im Norden und Südschweden fast vollständig besiedelt.
Das Areal in Mitteleuropa ist mit Ausnahme des Alpenraums inselartig aufgesplittert. Restvorkommen gibt es u. a. in Deutschland (s. u.), den Niederlanden, Belgien, Dänemark und Großbritannien (hier v. a. in Schottland, in Teilen Nordenglands und in einem schmalen Streifen bis nach Wales).
In Deutschland und in Grenznähe zu Deutschland findet man das Birkhuhn noch in einigen Alpenregionen sowie stellenweise in folgenden Mittelgebirgsregionen: Rhön, Hohes Venn, Bayerischer Wald/Böhmerwald, Thüringer Wald, Thüringer Schiefergebirge, Erzgebirge, Isergebirge, Riesengebirge. Ein Vorkommen existiert im Dreiländereck Sachsen-Brandenburg-Polen im Sandheidegebiet des Zschornoer Waldes.
Im Nordwestdeutschen Tiefland, wo das Birkhuhn zu Anfang des 20. Jahrhunderts noch sehr häufig war, sind die Bestände fast überall erloschen. Lange besonders zahlreich gab es das Birkhuhn in den Heide- und Moorflächen des Emslandes und der Grafschaft Bentheim. Durch die massiven Habitatveränderungen, eventuell auch durch Krankheiten, sind sie im Bentheimer Land seit 1978, im Emsland seit Ende der 1980er Jahre ausgestorben. Lediglich im Naturraum Lüneburger Heide bieten verschiedene Gebiete aufgrund ihrer Struktur, Größe und Abgeschiedenheit noch geeignete Lebensräume: Der Truppenübungsplatz Bergen, die Truppenübungsplätze Munster Nord und Süd, das Naturschutzgebiet Lüneburger Heide, das Kiehnmoor und die Große Heide bei Unterlüß (in der Südheide) beherbergten 2004 die meisten Birkhühner Niedersachsens.

## Lebensräume

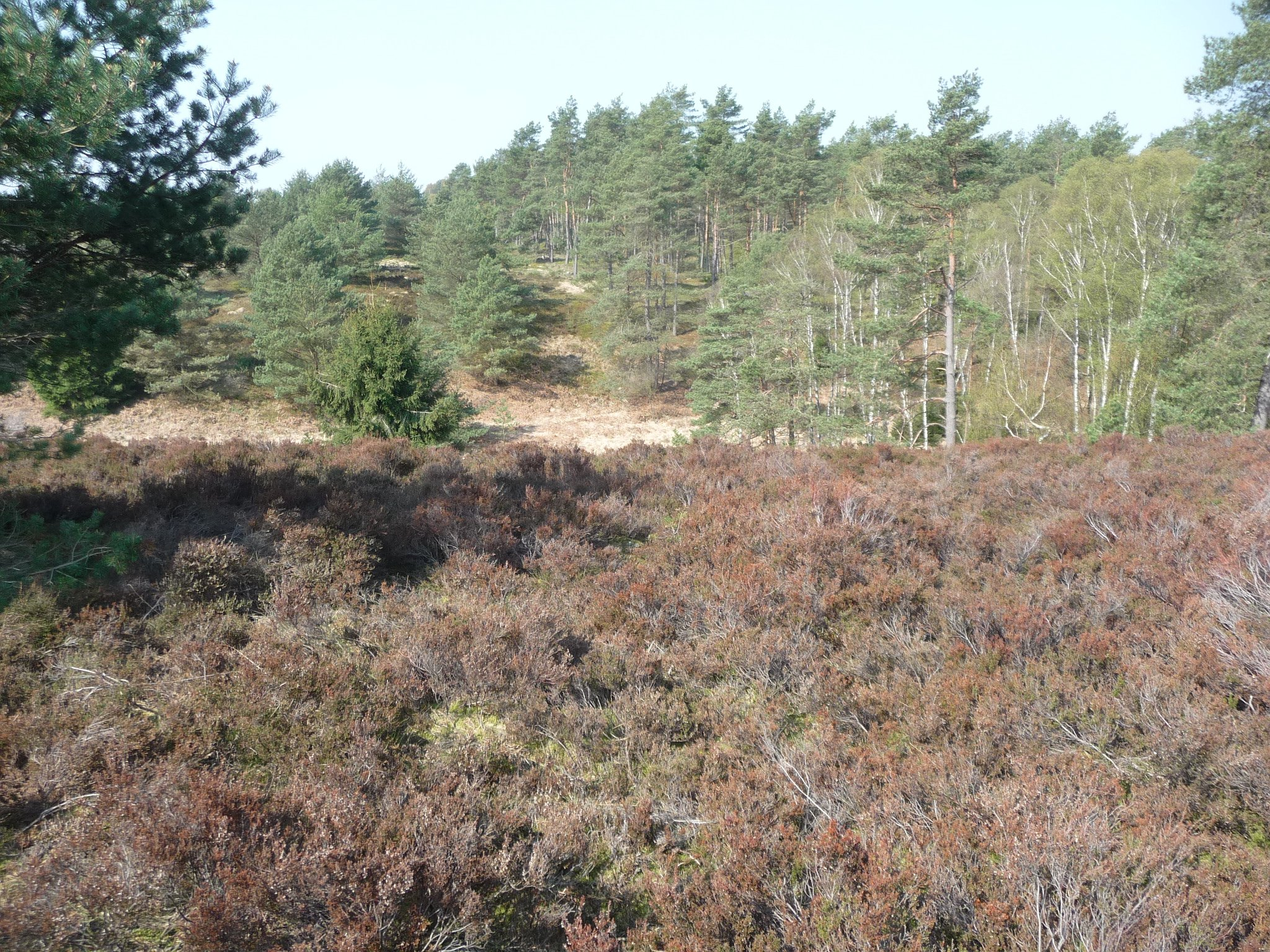
Habitat in der Lüneburger Heide

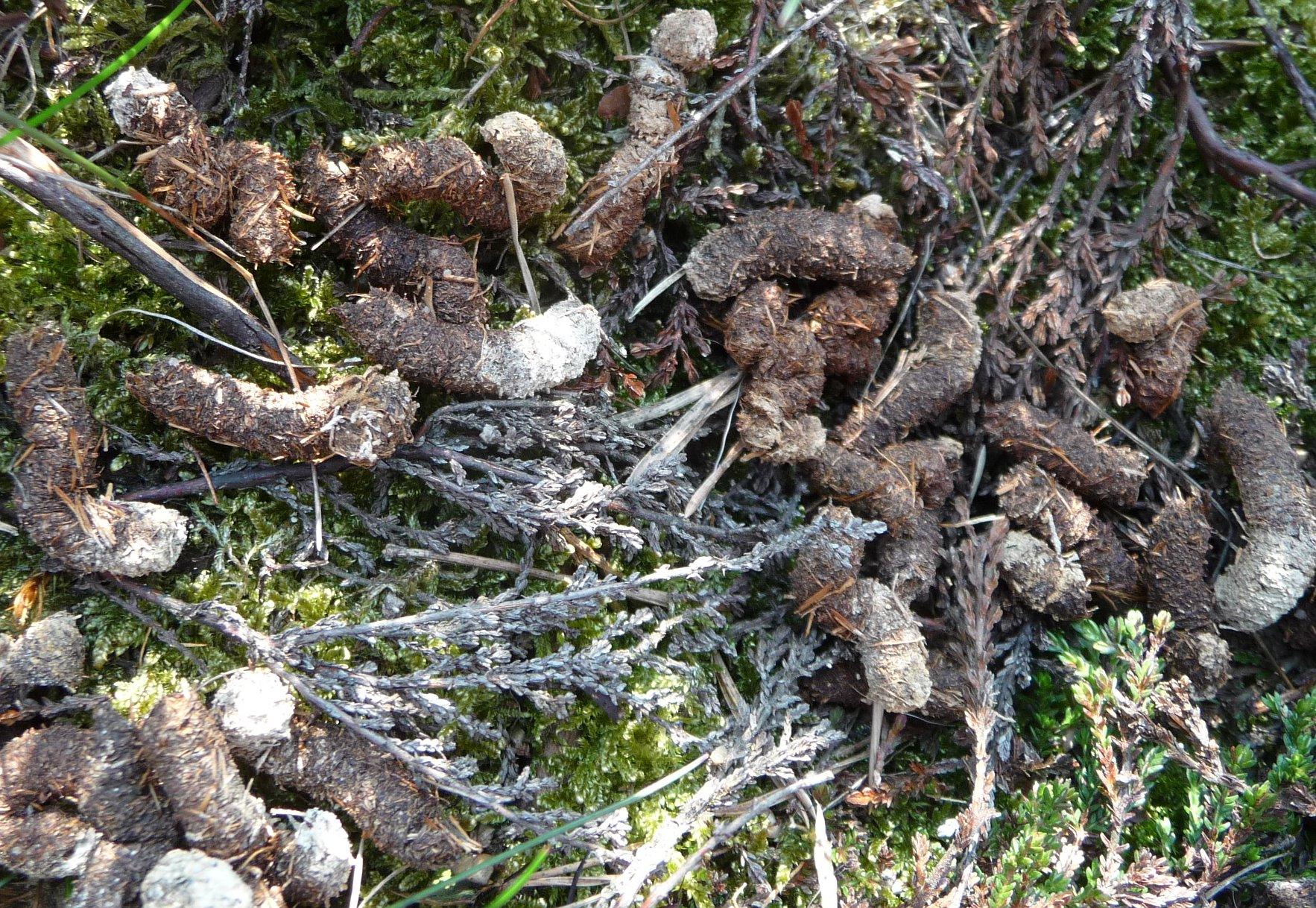
Reich an Pflanzenresten: „Gestüber“ vom Birkhuhn

Birkhühner sind typische Bewohner der „Kampfzonen“ des Waldes (z. B. an Moorrändern oder im Gebirge). Sie besiedeln eher offene, locker mit Gebüsch und Bäumen durchsetzte Landschaften. Dort stellen sie im Jahreslauf sehr komplexe Ansprüche an den Lebensraum: Für die Balz werden weite, offene und kurzwüchsige bis vegetationslose Flächen (z. B. junge Heiden) benötigt. Für die Brut sind halboffene Flächen (z. B. verbuschte Heiden) mit einer höheren Krautschicht wichtig. Die Küken finden ihr Futter auf nährstoffreicheren Flächen (z. B. Ackerbrachen). Im Winter liefern Gehölzbestände Nahrung, im Frühling Moore.
Typische Lebensräume sind/waren Moore und Heideflächen, halboffene (Wiesen-)Landschaften im Hügelland und in lichten Kammwäldern der Mittelgebirge. In den Alpen werden die Latschen-, Zwergstrauch-, Matten- und Almwiesenregionen besiedelt.

## Ernährung
Die Küken sowie adulte Birkhühner in der Mauser leben von tierischer Kost (Insekten und andere Wirbellose), auch Junghähne im Herbst nehmen Insektennahrung auf. Ansonsten ernähren sich Birkhühner im Jahreslauf von wechselnden Pflanzenarten und -teilen. Im Frühjahr werden vor allem junge Triebe und Knospen sowie Blütenstände von Weiden und einigen Gräsern (Wollgras) gefressen. Im Sommer bieten blütenreiche Wiesen eine abwechslungsreiche Kost. Im Herbst stellen die Beeren von Zwergsträuchern (Krähenbeere, Heidelbeere, Preiselbeere) einen großen Teil der Nahrung, auch Früchte von Eberesche, Mehlbeere und Weißdorn werden aufgenommen. Die Hauptnahrung im Winter stellen Knospen und Triebe von Laub- und Nadelbäumen dar.

## Fortpflanzung

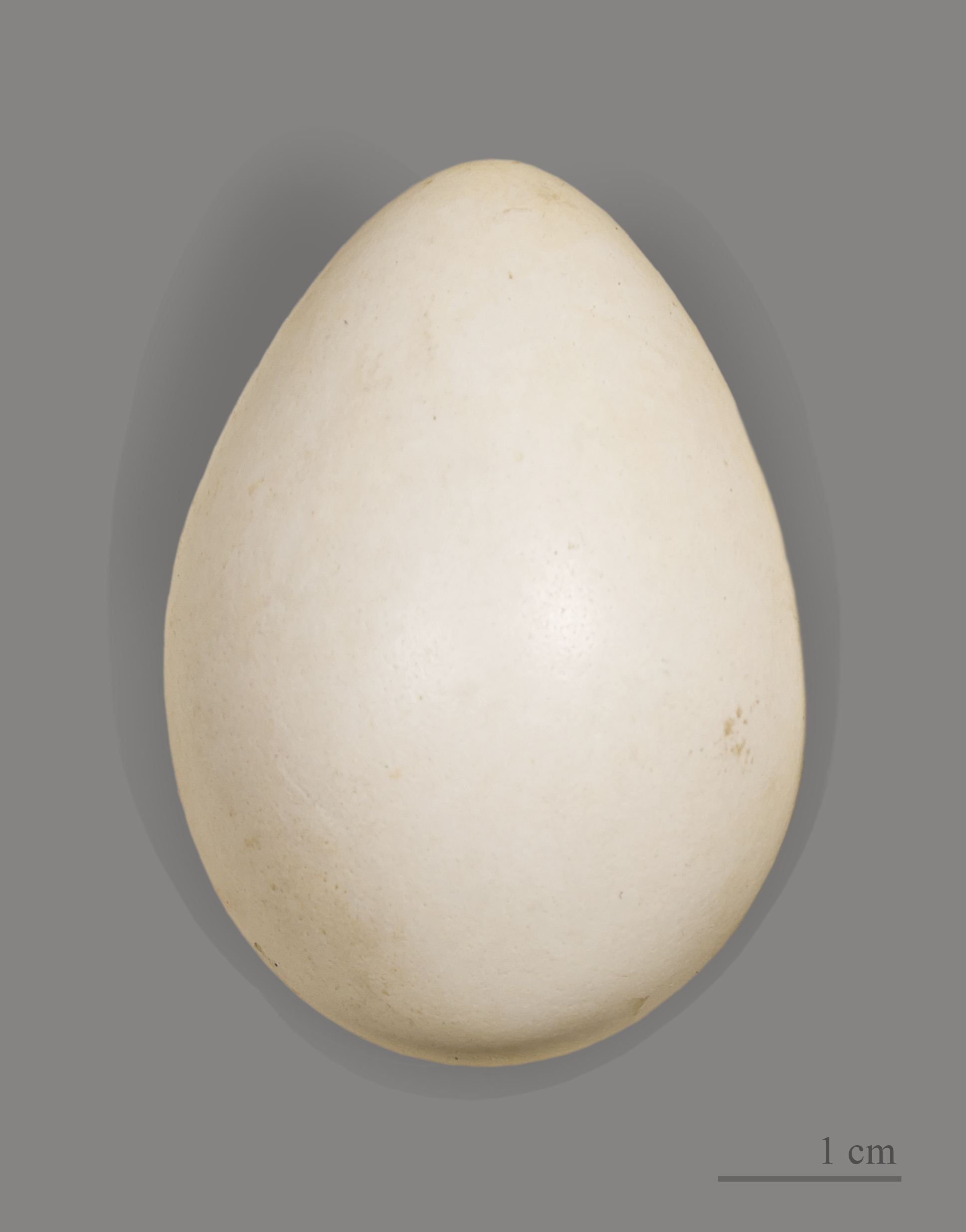
Birkhuhn-Ei (Lyrurus tetrix tetrix)

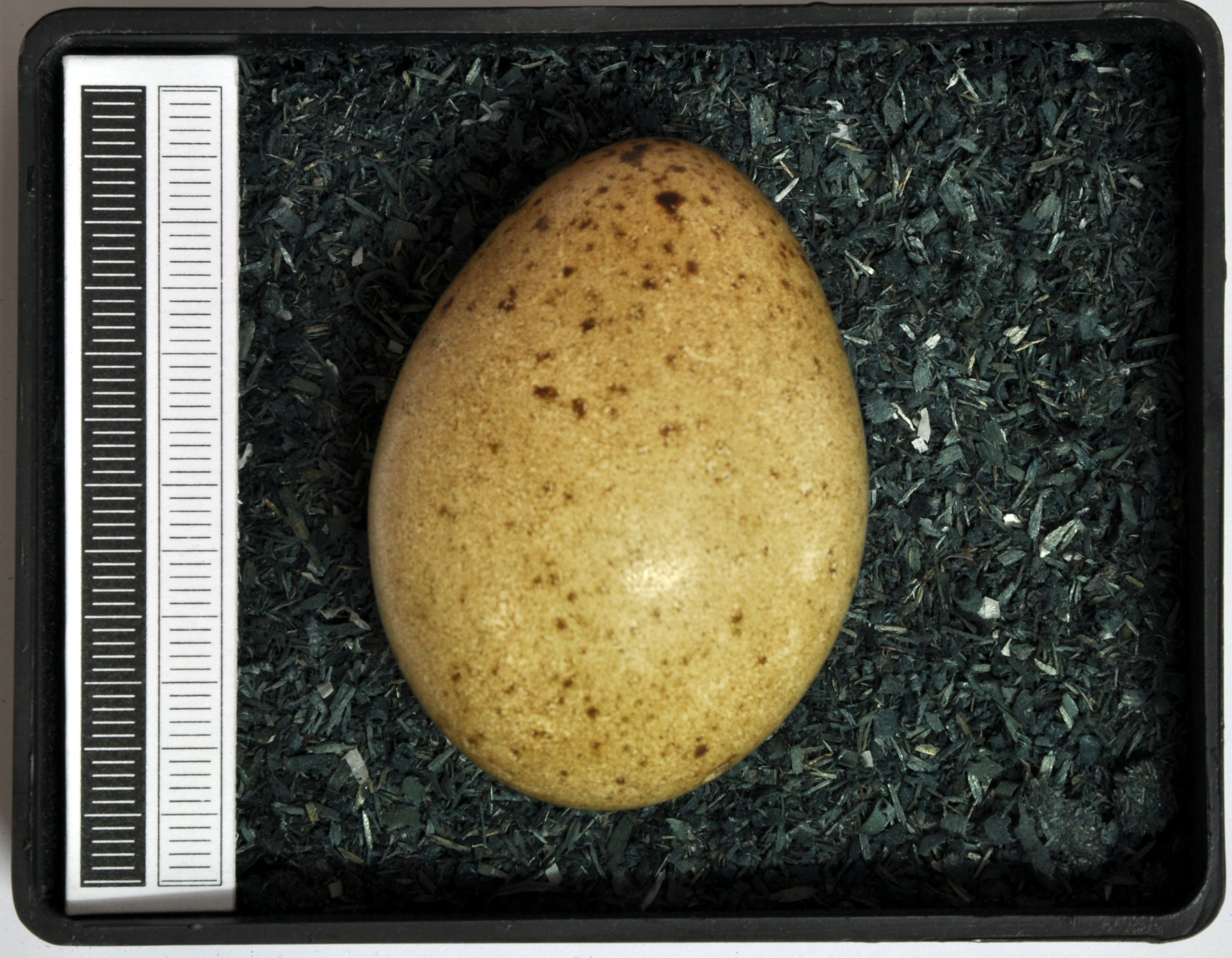
Gelege, Sammlung Museum Wiesbaden

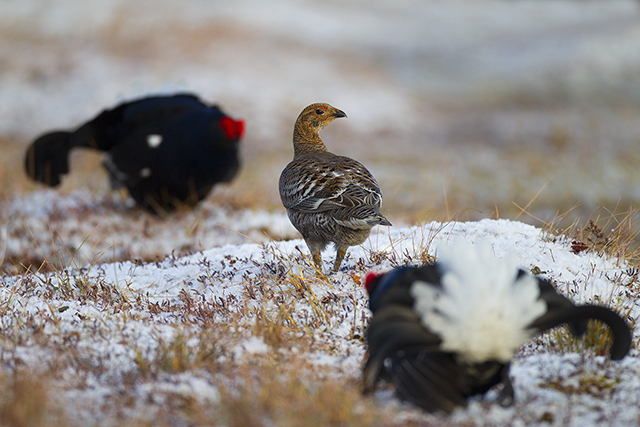
Birkhenne in der Balzarena

Ab März/April bis in den Juni führen die polygamen Birkhähne ihre Balztänze auf. Diese finden auf traditionell genutzten Balzplätzen statt, die sich durch niedrige Vegetation und freie Sicht auszeichnen. Mehrere Hähne tragen dort ritualisierte Schaukämpfe aus. Bei dieser Gruppenbalz besetzen die ältesten und ranghöchsten Tiere die Zentren der Balzarenen.
Die einzelnen Hähne bewegen sich in kleinen Individual-Territorien mit gesträubten Schwanzfedern und nach vorn geneigtem Körper, dabei geben sie abwechselnd „kullernde“ und zischende Laute von sich. Es werden Drohposen eingenommen, zu Kämpfen kommt es aber nicht.
Die Hennen beobachten diese Vorführungen zunächst von erhöhten Positionen (Sträucher, Bäume) am Rand der Balzarena. Später begeben sie sich an das Balzterritorium des Hahns ihrer Wahl bzw. des stärksten Hahns. Bald nach der Paarung setzen die Hähne ihre Schaukämpfe fort und werben um andere Weibchen. Die Hähne verweilen noch bis in den Juni hinein auf den Balzplätzen. Auch später können noch gelegentlich Balztänze und Paarungen beobachtet werden.
Die Hähne unterscheiden nicht zwischen Birkhennen und ähnlichen Hennen anderer Hühnervögel. Bei gemeinsamen Vorkommen kann es daher zu Fehlpaarungen und Hybridisierungen z. B. mit Auerhühnern und Fasanen kommen. Hybride zwischen Auerhuhn und Birkhuhn werden als Rackelhühner bezeichnet.
Auf das Balzverhalten nehmen jagdliche Bezeichnungen wie „Spielhahn“ oder „Schwarzer Ritter“ Bezug.
Das Nest wird am Boden als flache Mulde angelegt und oft unter Zwergsträuchern oder Grasbüscheln versteckt. Ab Ende April bis Mai, im Hochgebirge ab Ende Mai, werden in dieses meist 7–10 Eier gelegt. Die Eier sind blassgelb bis braun gefärbt und gelblich bis braun gefleckt. Das Gelege wird ausschließlich von der Henne bebrütet, nach 24–28 Tagen schlüpfen die Küken, nach 15–20 Tagen sind sie flugfähig.
Die Küken sind Nestflüchter und ernähren sich zunächst von tierischem Eiweiß (Insekten, Würmer), ab einem Alter von einigen Wochen nehmen sie pflanzliche Nahrung auf.
Ihr Überleben hängt stark von der Witterung ab, warme und trockene Sommer sind günstig, bei kaltem und niederschlagsreichem Wetter gehen zahlreiche Küken ein.
Im September lösen sich die Familien aus Hennen und Jungvögeln auf. Anschließend beginnt die Herbstbalz, bei der ältere Hähne ihre Ranghöhe demonstrieren und mit den Junghähnen von Balzplatz zu Balzplatz fliegen und dabei große Teile des Lebensraums kennenlernen. Junghennen weisen dagegen einen eher kleinen Aktionsradius auf und bleiben bei den Althennen. Einzelne Jungvögel wandern im Herbst aus der Population ab.

## Schutz und Gefährdung

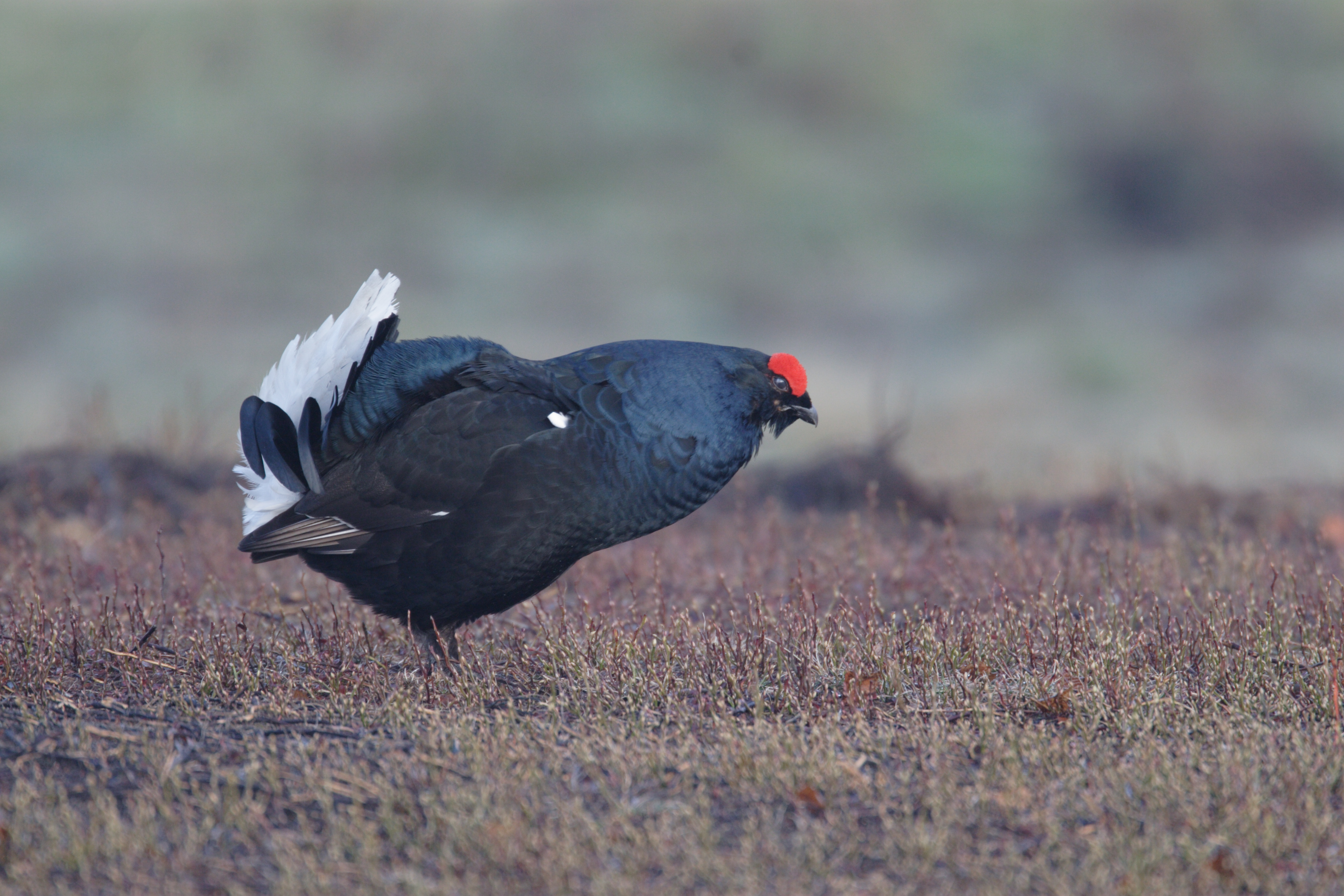
Birkhahn in der Lüneburger Heide

In der Europäischen Union ist das Birkhuhn wie alle heimischen Vogelarten nach der Vogelschutzrichtlinie geschützt. Besondere Schutzgebiete sind zum Erhalt der Art auszuweisen (Vogelschutzgebiet im Netz Natura-2000-Gebiet).
Sicherung, artgerechte Pflege (Habitatmanagement) und Neuentwicklung von Lebensräumen sind die wichtigsten Beiträge zum Schutz des Birkwilds. Störungen können z. B. durch Besucherlenkung (Wege nicht durch sensible Bereiche, z. B. Balzplätze) und Verbot störender Aktivitäten (z. B. Modellflug) vermieden oder begrenzt werden. Die Auswilderung von Fasanen sollte zur Vermeidung interspezifischer Konkurrenz unterlassen werden.

### Deutschland

#### Vorkommen
Durch weitreichende Verluste und Veränderungen der Lebensräume (z. B. Abtorfung oder Trockenlegung von Mooren, Verlust von Heidelandschaften und Freiflächen in Wäldern) wurden die Bestände des Birkhuhns in Deutschland bis auf wenige Reste vernichtet. Diese Vorkommen werden durch zunehmende Isolation oder auch weitere Verkleinerungen der Lebensräume gefährdet. Durch freilaufende Hunde, den Einsatz von Drohnen wie Multikoptern und besonders durch zunehmende Winteraktivitäten im Bereich der Waldgrenze (lichter Wald mit Strauchvegetation) kann es zu erheblichen Störungen kommen. Im Jahr 2010 wurde der Bestand auf etwa 2.000 Tiere geschätzt, bis zum Jahr 2017 sank dieser um fast die Hälfte auf 1.200 Individuen.
80 Prozent der deutschen Birkhühner leben in den Alpen im Bereich der Baumgrenze. Das Birkhuhn ist auch in Bayern vom Aussterben bedroht. Die Bestände sind dort massiver als bei den übrigen deutschen Populationen geschrumpft. Die Ausweitung des Tourismus und Nichtbeachtung der durch den Alpenverein eingerichteten Schongebiete werden zur zunehmenden Belastung der angeschlagenen Populationen. Die Zahl der Birkhühner hat seit 2002 in einigen Regionen um 60 Prozent abgenommen. Die beabsichtigte Änderung der Zoneneinteilung des Alpenplans durch die Bayerische Staatsregierung hätte besonders für die Population am Riedberger Horn nicht absehbare Folgen. Sollte es nicht gelingen, besonders die bayerische Politik und auch Touristen für das Problem zu sensibilisieren und kommerzielle Aspekte nicht weiterhin im Vordergrund zu halten, wird diese Tierart in Bayern in absehbarer Zeit ausgestorben sein.
Das Tieflandvorkommen in der Lüneburger Heide und damit der niedersächsische Bestand schwankte in den letzten zehn Jahren (Stand 2011) zwischen 160 und 230 Tieren. Im Jahr 2017 lebten im Naturschutzgebiet Lüneburger Heide etwa 200 Birkhühner. Vorrangiges Ziel der Landesjägerschaft Niedersachsen e. V. ist es, den Bestand, der in fünf größere und vier kleinere Teilpopulationen zersplittert ist, miteinander zu vernetzen und durch Bejagung von Beutegreifern sowie Entwicklung von Besucherlenkungskonzepten zu sichern.
Für Sachsen geht man von einem Bestand von etwa 50 Birkhühnern aus. Im Jahr 2016 wurden im sächsischen Teil des Erzgebirges 25 (2018: 15), auf der tschechischen Seite 170 balzende Hähne gezählt. Ein Artenhilfsprogramm soll zum Erhalt der grenzübergreifenden tschechisch-deutschen Erzgebirgspopulation beitragen. So wurden seit 2010 rund 350 Hektar Moore revitalisiert und rund 220 Hektar Wald aufgelichtet. Ähnlich wie in Niedersachsen sind auch in Sachsen die Habitate nicht zusammenhängend, weshalb die Zusammenarbeit mit der tschechischen Seite besonders wichtig ist.
Das kleinste Vorkommen des Birkhuhns in Deutschland befindet sich in der Rhön. Hier war die Population, trotz langjähriger Schutzmaßnahmen, schon zeitweise fast erloschen. Im Jahr 2007 wurden hier nur neun Hähne und fünf Hennen gezählt. Ein Aussterben des Bestandes wurde prognostiziert, da der Fortpflanzungserfolg ausblieb. Erstmals konnte im Jahr 2013 wieder ein Bruterfolg mit drei Jungvögeln nachgewiesen werden. Nach Auswilderung von 68 schwedischen Birkhühnern stiegen zum ersten Mal seit Jahren die Birkwildzahlen in der Rhön durch natürliche Reproduktion. Bei der Herbstzählung 2014 wurden 14 Hähne und 11 Hennen, darunter neun Jungvögel gezählt. Durch Verhandlungen mit dem Schwedischen Zentralamt für Naturschutz können Importe von 25 Tieren jährlich für 2016 bis 2020 gesichert werden. Ziel ist es, eine langfristig lebensfähige Birkhuhnpopulation von 100 Vögeln zu erreichen, wozu der gegenwärtige Lebensraum von 1.200 Hektar auf 5.000 Hektar vergrößert werden muss.

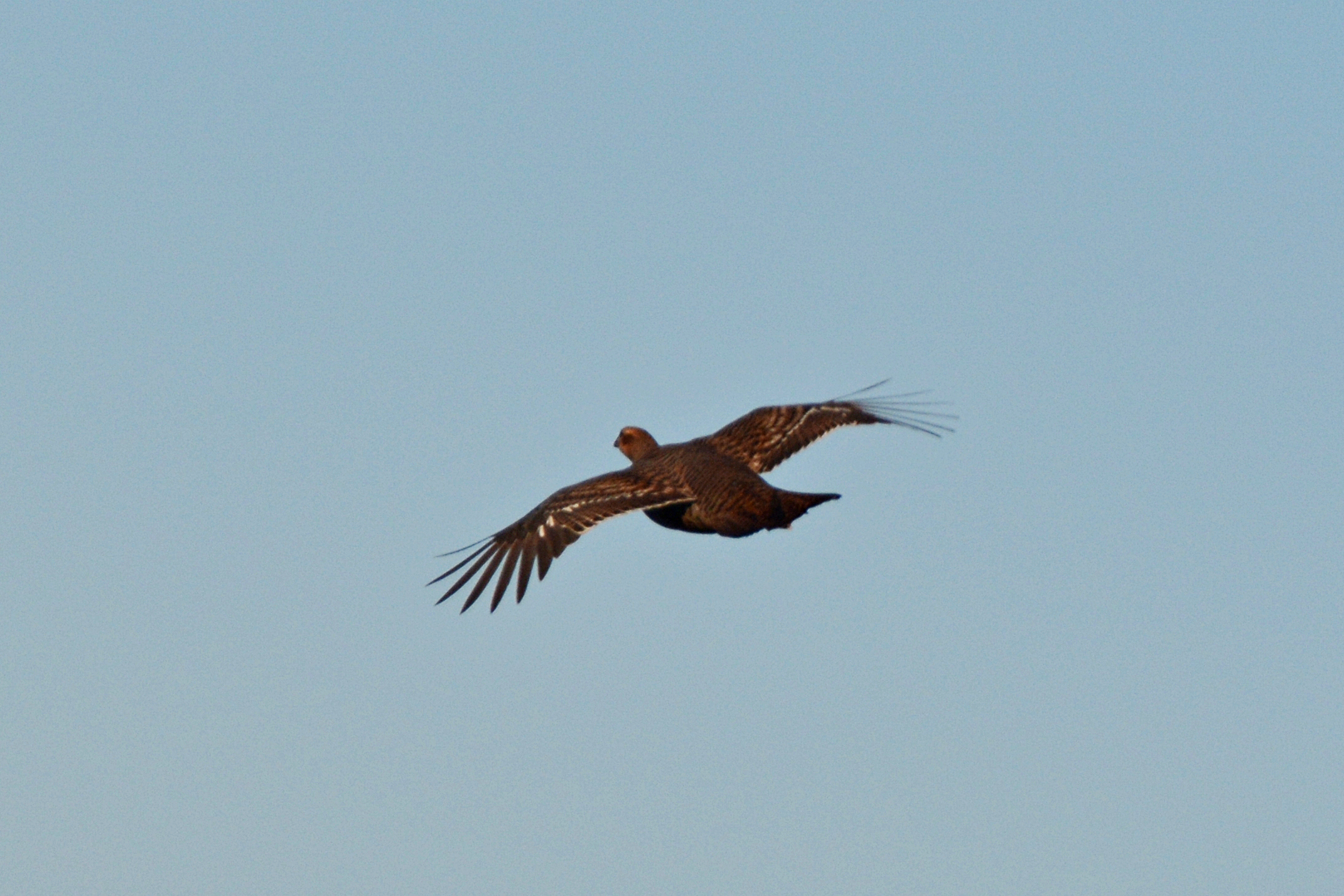
Birkhenne im Flug

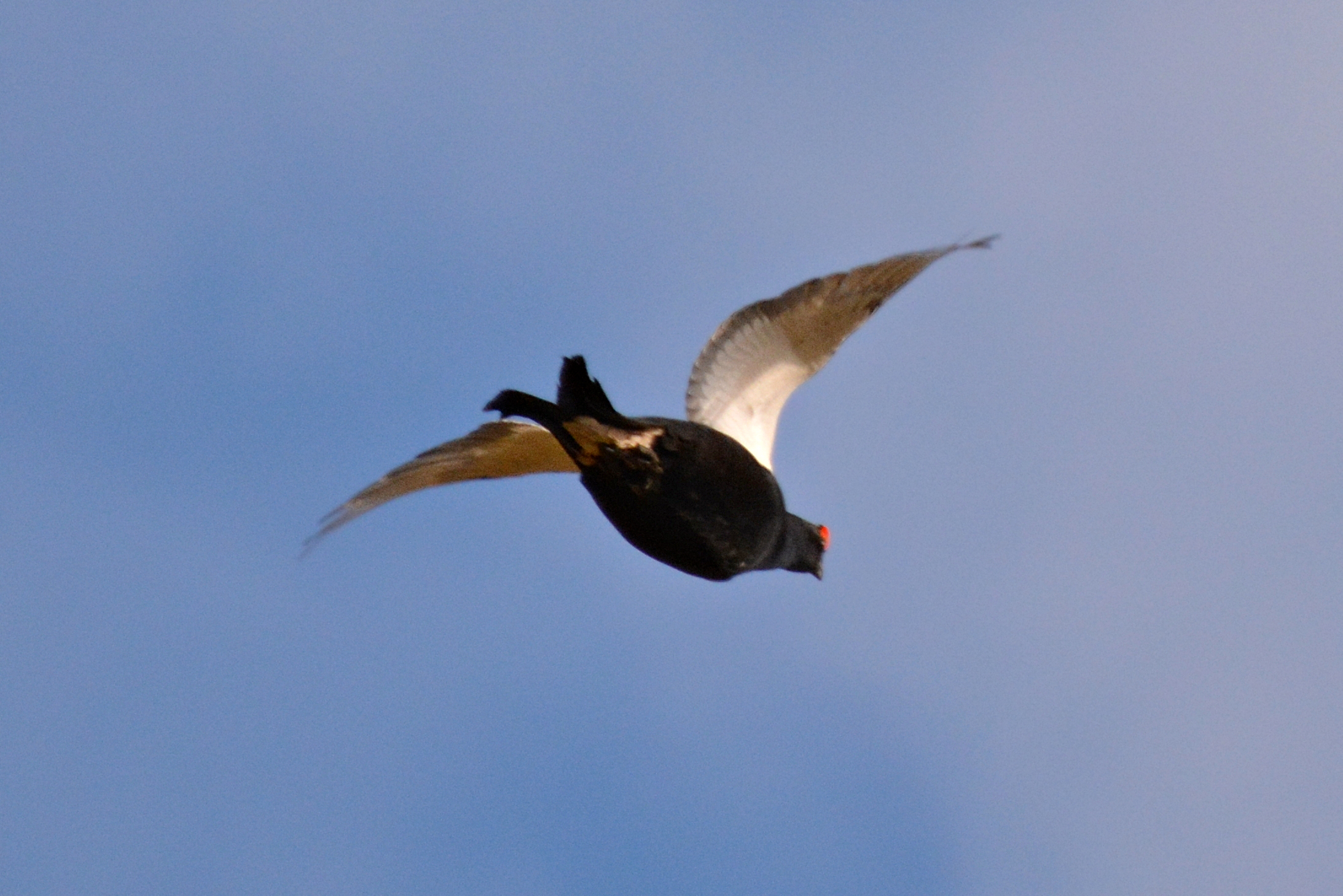
Birkhahn im Flug

Die Population in Baden-Württemberg ist seit 1978 erloschen. Von 1978 bis 1992 fanden Wiedereinbürgerungsversuche im Wurzacher Ried statt, die gescheitert sind.

#### Nationaler Schutzstatus
Das Birkhuhn, der Vogel des Jahres 1980, zählt seit 2002 zu den nach dem Bundesnaturschutzgesetz streng geschützten Tierarten. Daher stellt es hier etwa bereits eine Straftat dar, wild lebende Birkhühner in ihrer Fortpflanzungs- oder Aufzuchtzeit bewusst erheblich zu stören (§ 44 Abs. 1 Ziff. 2, 69 Abs. 2 Ziff. 2, § 71 Abs. a Ziff. 1 BNatSchG).

### Jagd
Bis auf Slowenien und Deutschland ist die Birkhahnjagd in den Alpenländern erlaubt. In Slowenien wurde die Bejagung 1993 eingestellt. Das Birkwild untersteht in Deutschland dem Bundesjagdgesetz, jedoch mit ganzjähriger Schonzeit und damit verbundener Hegepflicht für die Jäger.
In Frankreich ist der Bestand abnehmend. In den französischen Alpen wurden von 1999 bis 2002 1.040 Hähne bei geschätzten 20.000 Individuen Gesamtpopulation erlegt. Für das Jahr 2009 wurde ein Bestand von 16.600 adulten Vögeln ermittelt, das entspricht einem Rückgang um 11 Prozent im Vergleich zum vorangegangenen Jahrzehnt.
In Österreich wird der Bestand als stabil angegeben. Der Abschuss in Österreich beträgt um die 1.500 Hähne jährlich bei einem Bestand von etwa 26.000 Individuen (2007). Tirol hatte mit 530 Abschüssen einen Anteil von 36 Prozent.
In der Jagdsaison 2023/24 wurden 1483 Tiere geschossen, davon 572 in Tirol und 371 in Salzburg. Aktuelle Bestandszahlen für Österreich waren nicht zu ermitteln. Das einzige Bundesland, in dem regelmäßig Birkwildzählungen durchgeführt werden, scheint Vorarlberg zu sein.
In der Schweiz lebten 2004 etwa 15.000 bis 20.000 Individuen. Hier wurden jährlich über 500, seit 2008 jährlich um die 400 Birkhähne abgeschossen. Seit 2014 liegt die Jagdstrecke bei etwa 550 Hähnen. Mit Ausnahme von fünf Kantonen ist die Bejagung des Birkwilds eingestellt worden, zuletzt im Kanton Uri ab 2001. Die Jagd auf Birkhähne beschränkt sich im Wesentlichen auf die Kantone Wallis, Tessin  und Graubünden. Ähnlich wie in Bayern stellt auch in der Schweiz der zunehmende Tourismus, selbst in abgelegenen Regionen, eine ernsthafte Bedrohung für einzelne Populationen dar. Von Naturschützern wird die Reduktion des Jagddrucks auf den Birkhahn gefordert. An der nördlichen Verbreitungsgrenze wie an der südlichen Grenze, dem Tessin, ist der Bestand seit den 1980er Jahren abnehmend.
Die regelmäßige Bestandserhebung, die Schaffung von Verbindungen zwischen den einzelnen Populationen, so genannte Trittsteinkonzepte und Habitatverbesserungen (z. B. durch Jagdpächter, fortgesetzte Almbewirtschaftung) können zur Arterhaltung wesentlich beitragen. Da Hennen Entfernungen zwischen 5 und 35 km zurücklegen, ist es wichtig, dass standorttreue Hähne in nicht mehr besetzten Trittsteinhabitaten ersetzt werden. Birkhühner haben keine Paar-Bildung, deshalb ist der Abschuss weitgehend auf Hähne beschränkt, Hennen hingegen sind ganzjährig geschützt.

### Rote Liste
Rote-Liste-Einstufungen (Auswahl):
- Deutschland: 2 = stark gefährdet[31]
- Schweiz: NT (Near Threatened = potenziell gefährdet, Vorwarnliste)[32]
- insgesamt: LC (Least Concern = nicht gefährdet)[6]

## Unterarten
Verschiedene Autoren beschreiben meist 6–8 Unterarten des Birkhuhns, wobei sich die Auswahl der einzelnen Subspezies in der Regel etwas unterscheidet.
Als allgemein anerkannt können anscheinend neben der Nominatform L. t. tetrix auch L. t. britannicus, L. t. ussuriensis, L. t. viridanus und L. t. mongolicus gelten.
Unterarten des Birkhuhns, Verbreitung und Merkmale gemäß The Internet Bird Collection und Stegemann 1932:
Lyrurus tetrix baikalensis (Lorenz, 1911)
SO Sibirien, vom Baikalsee zum Amur, Mongolei und westliche Mandschurei
Merkmale: Männchen schillern grünlich, Kopf meist bräunlich, Zeichnung gesprenkelt, Spiegel groß, großwüchsige Tiere
Lyrurus tetrix britannicus Witherby & Lonnberg, 1913
Nördliches und westliches Großbritannien
Merkmale: Sehr dunkel gefärbt, Männchen mit z. T. Purpurschimmer, Spiegel und weitere weiße Partien des Gefieders gegenüber L. t. tetrix reduziert.
Lyrurus tetrix mongolicus (Lonnberg, 1904)
Kirgisistan, Tian Shan bis Altai und andere Regionen der westlichen Mongolei
Merkmale: Männchen schillern rein blau, Weibchen relativ dunkel und fein verwischt gezeichnet, großer Spiegel, großwüchsige Unterart
Lyrurus tetrix tetrix (Linnaeus, 1758)
Weite Teile des Verbreitungsgebiets, von Skandinavien, Belgien, südfranzösische Alpen ins nordöstliche Sibirien
Merkmale: siehe oben
Lyrurus tetrix ussuriensis (Kohts, 1911)
Östliche Mandschurei bis an den Ussuri und vermutlich auch den Amur
Merkmale: Männchen mit ausgeprägt grünem Metallglanz, sehr großer Spiegel, Weibchen rostbraun, Vögel größer als L. t. tetrix, aber kleiner als L. t. baikalensis
Lyrurus tetrix viridanus (Lorenz, 1891)
SO Russland und SW Sibirien, zwischen Don und Irtysch
Merkmale: Männchen mit grünlichblauem Metallglanz, Weibchen hell gefärbt, weißer Spiegel deutlich größer als bei L. t. tetrix, Gefieder teilweise gesprenkelt
Lyrurus tetrix tschusii (Johansen, 1898)
Südlich Sibirien, vom Irtysch zum Baikalsee, nördlich bis nach Tomsk und Krasnojarsk, im Süden bis zum NW Altai und ins Sajangebirge

## Symbolik

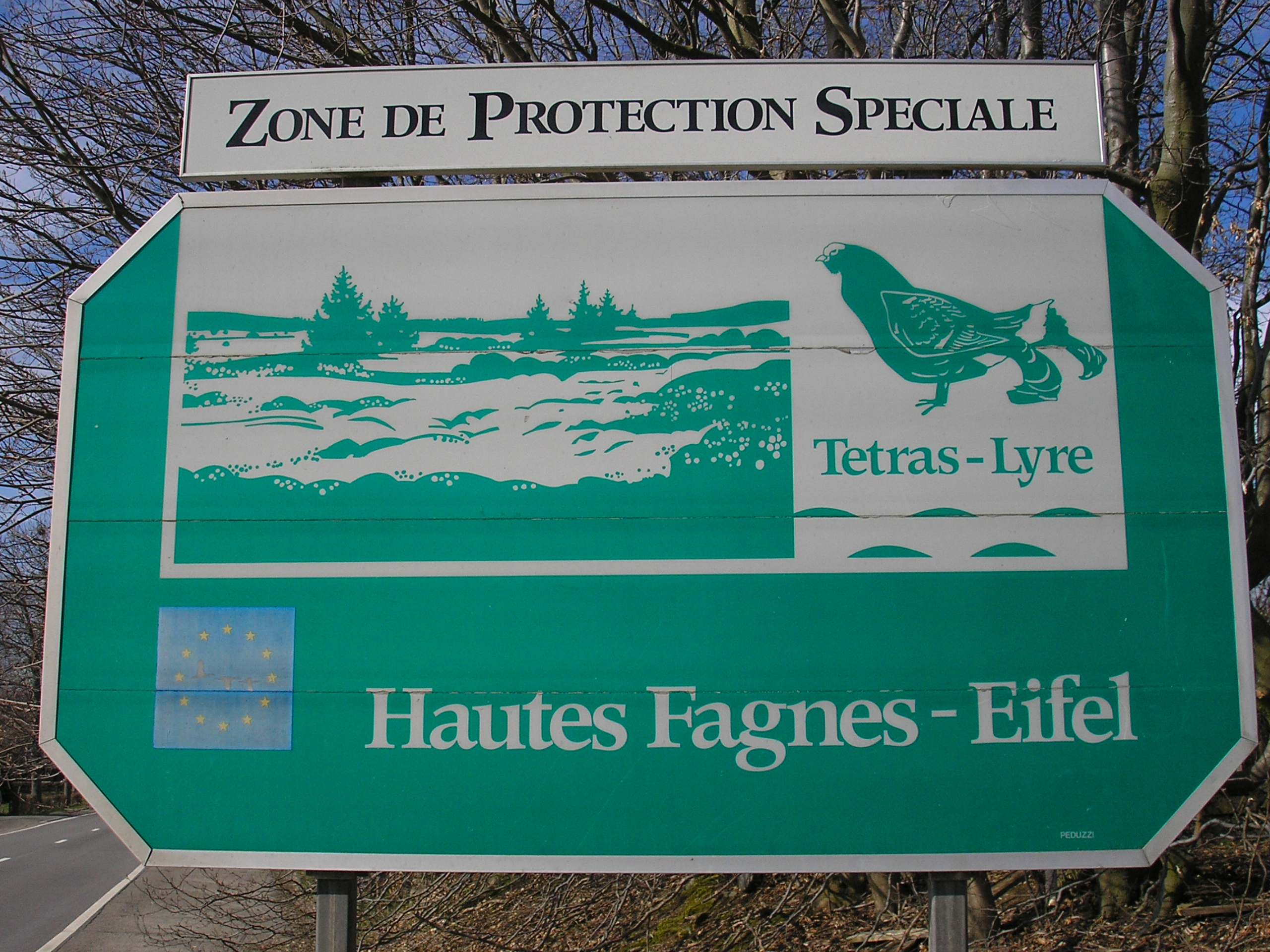
Birkhuhnsymbol im Naturpark Hohes Venn-Eifel

- Als Wappentier erscheint der Birkhahn gelegentlich in seinem ehemaligen Verbreitungsgebiet, so z. B. im Ortswappen von Hohne, Wiesmoor, Hanstedt oder Twist.
- Der Birkhahn ist das Symbol der schwedischen, 1726 gegründeten Eisen- und Glashütte Orrefors.
- 1940/41 wurde in Bad Tölz und Umgebung aus Einheimischen die 97. Jägerdivision aufgestellt. Als taktisches Abteilungszeichen der Division fand eine Feder des Spielhahns Verwendung, was den Spitznamen Spielhahnjäger veranlasste.
- Die christlichsozialen  paramilitärischen Selbstschutzverbände der Heimwehr in Österreich zur Zwischenkriegszeit (1918–1939) hatten an der Kopfbedeckung der Uniform einen Spielhahnstoß, eine Schwanzfeder des Birkhuhns. Ihre Mitglieder wurden von den Gegnern daher abwertend Hahnenschwanzler genannt.
- Das Birkhuhn ist Symbol des Naturparks Hohes Venn-Eifel.
- Das Birkhuhn ist Wappentier des Naturhistorischen Museums in Schleusingen.
- Der Asteroid des äußeren Hauptgürtels (8598) Tetrix ist nach dem Birkhuhn benannt (wissenschaftlicher Name: Tetra tetrix beziehungsweise Lyrurus tetrix). Zum Zeitpunkt der Benennung des Asteroiden am 2. Februar 1999 befand sich das Birkhuhn auf der niederländischen und der europäischen Roten Liste gefährdeter Arten.[38]